# Annona conica
Annona conica este o specie de plante angiosperme din genul Annona, familia Annonaceae, descrisă de Hipólito Ruiz López, Pav. și George Don jr. A fost clasificată de IUCN ca specie în pericol. Conform Catalogue of Life specia Annona conica nu are subspecii cunoscute.